# 普羅薩湖
58°39′02″N 26°34′35″E / 58.650431°N 26.576357°E

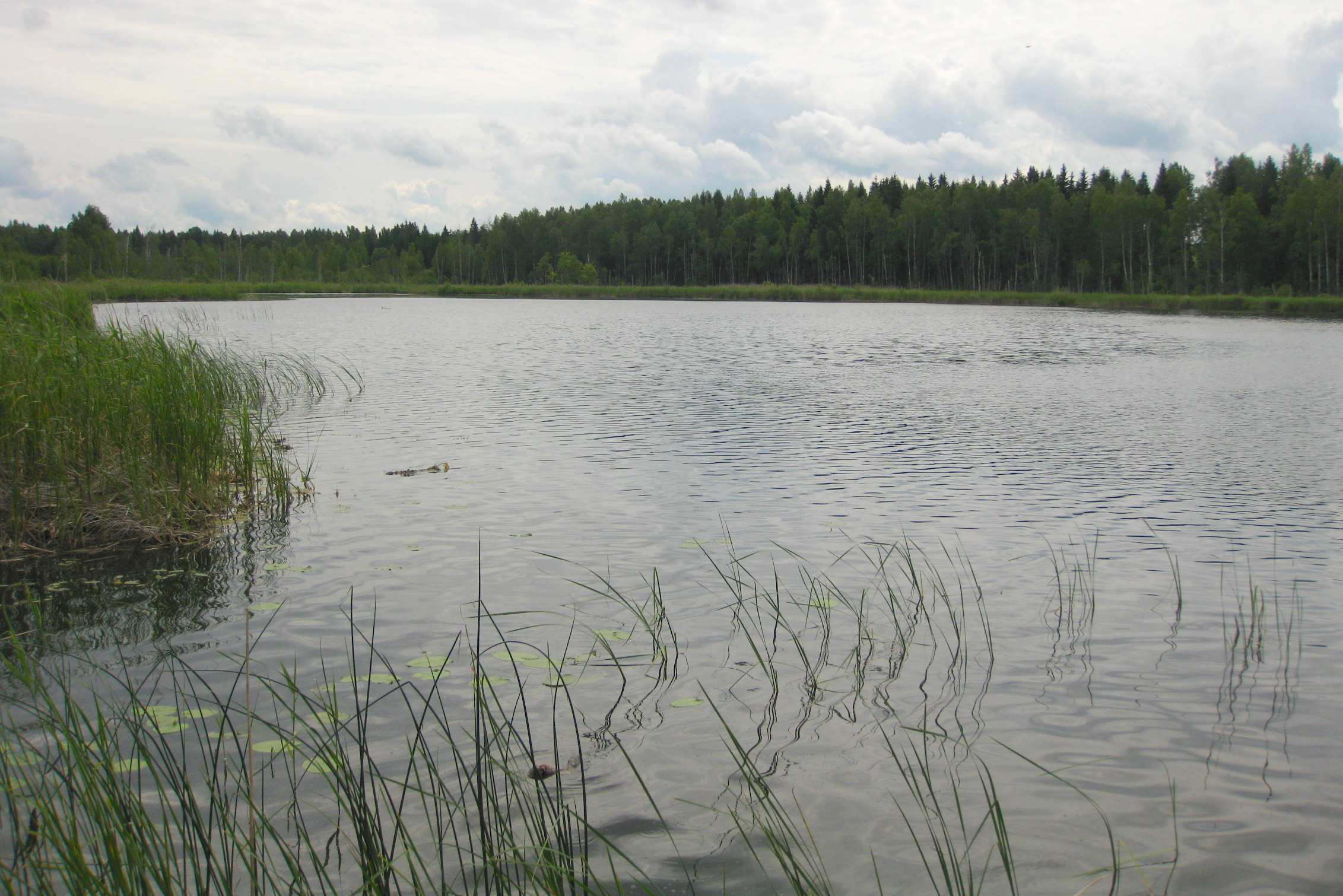

普羅薩湖，是愛沙尼亞的湖泊，位於該國東部，由約格瓦縣負責管轄，長1.5公里、寬0.3公里，面積0.33平方公里，海拔高度61米，平均水深2.2米，最大水深4.2米。